# Matthias Ecke
Matthias Ecke (nascido a 12 de Abril de 1983) é um político alemão que serve como membro do Parlamento Europeu pelo Partido Social Democrata desde 2022.
Em 3 de maio de 2024, ele foi violentamente espancado por um grupo de adolescentes quando colava cartazes em Dresden, na Saxônia, e teve de ser submetido a uma cirurgia. A polícia investiga quatro adolescentes suspeitos da agressão. Uma onda violenta de ataques da extrema direita cnotra políticos abalou o governo alemão nos últimos dias.